# Ноги комах
Ноги комах — кінцівки, призначені для пересування комах по твердій поверхні.

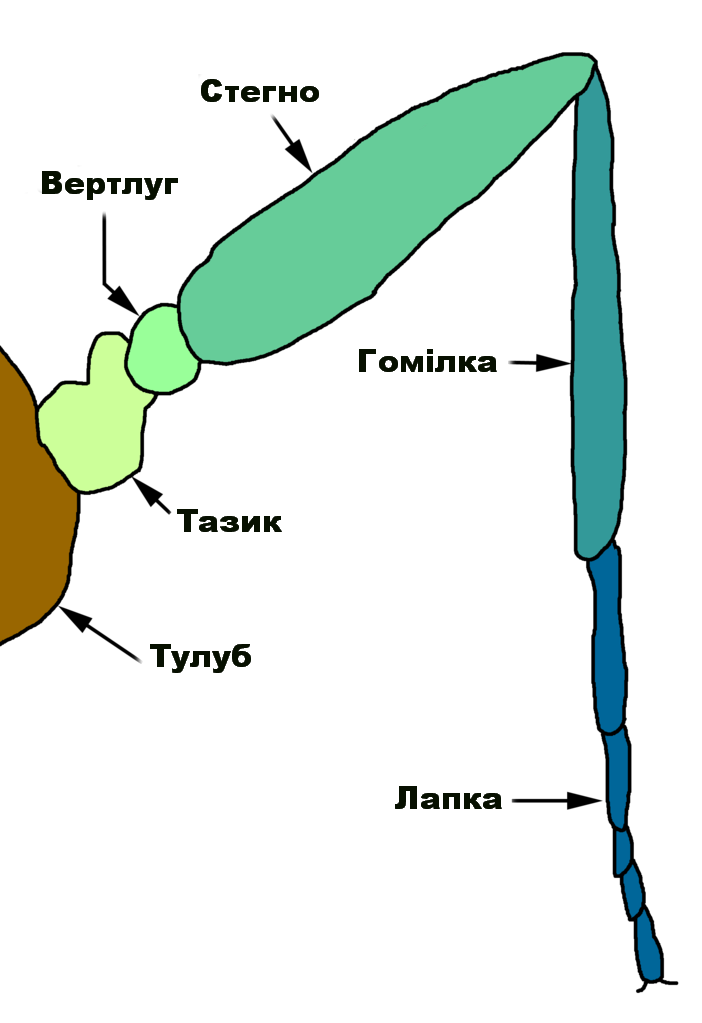

Усі комахи (Insecta) мають шість ніг, через що інколи клас раніше називали Hexapoda — шестиногими. Ноги прикріплюются до нижнього боку грудей  (торакса — по одній парі ніг до кожного грудного членика.

## Зовнішня будова
Як і у решти членистоногих, ноги комах складаються з стандартного набору члеників, кожен з яких має свою назву (див. схему) та функцію. У комах виділяють 5 елементів ноги:
- Тазик (coxa)
- Вертлюг (trochanter)
- Стегно (femur)
- Гомінка (tibia)
- Лапка (tarsus)

До тулуба нога кріпиться за допомогою тазика. Його основа лежить у тазиковому заглибленні грудей. Воно кулеподібне, це забезпечує вільний рух ноги у різних площинах. Між тазиком й стегном розташований вертлюг (1-2 членики). Це збільшує рухливість стегна. Стегно звичайно велике й масивне, адже в ньому зосереджені м'язи, які забезпечують рух ноги. Тому стегна особливо потужні у комах, що користуються ногами для копання ґрунту, стрибання.

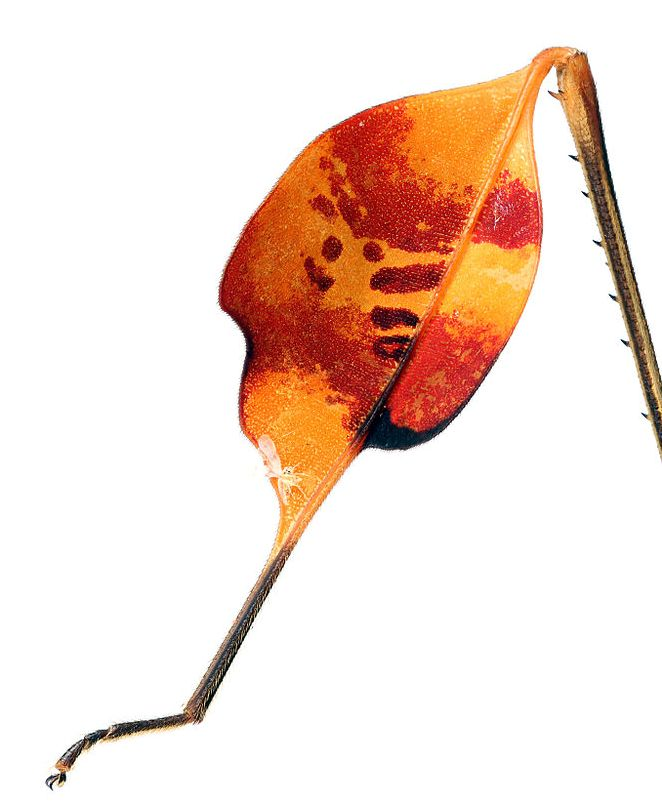
У самців клопа крайовика Anisoscelis gradadia з Нікарагуа задні голінки мають чудернацькі вирости. Ймовірно, це — вторинна статева ознака

Гомілка може мати загострені вирости вздовж свого краю (шипи) та на вершині (шпори). Лапка звичайно складається з декількох (2-5) члеників, на вершині несе пару кігтиків. Часто між ними ще є присоска (аролія). Лапка може включати такі елементи:
- Претарсус, кінцевий членик (pretarsus)
  - Кігтики (ungues, однина unguis)
- Подушечка (pulvillus)
- Емподій (empodium)
- Аролій (arolium)

Інколи лапки знизу вкриті густими короткими волосками, утворюючи підошву. Особлива будова лапок дозволяє комахам триматися та пересуватися по гладких поверхнях (дзеркальне скло) або догори ногами (мухи на стелі).

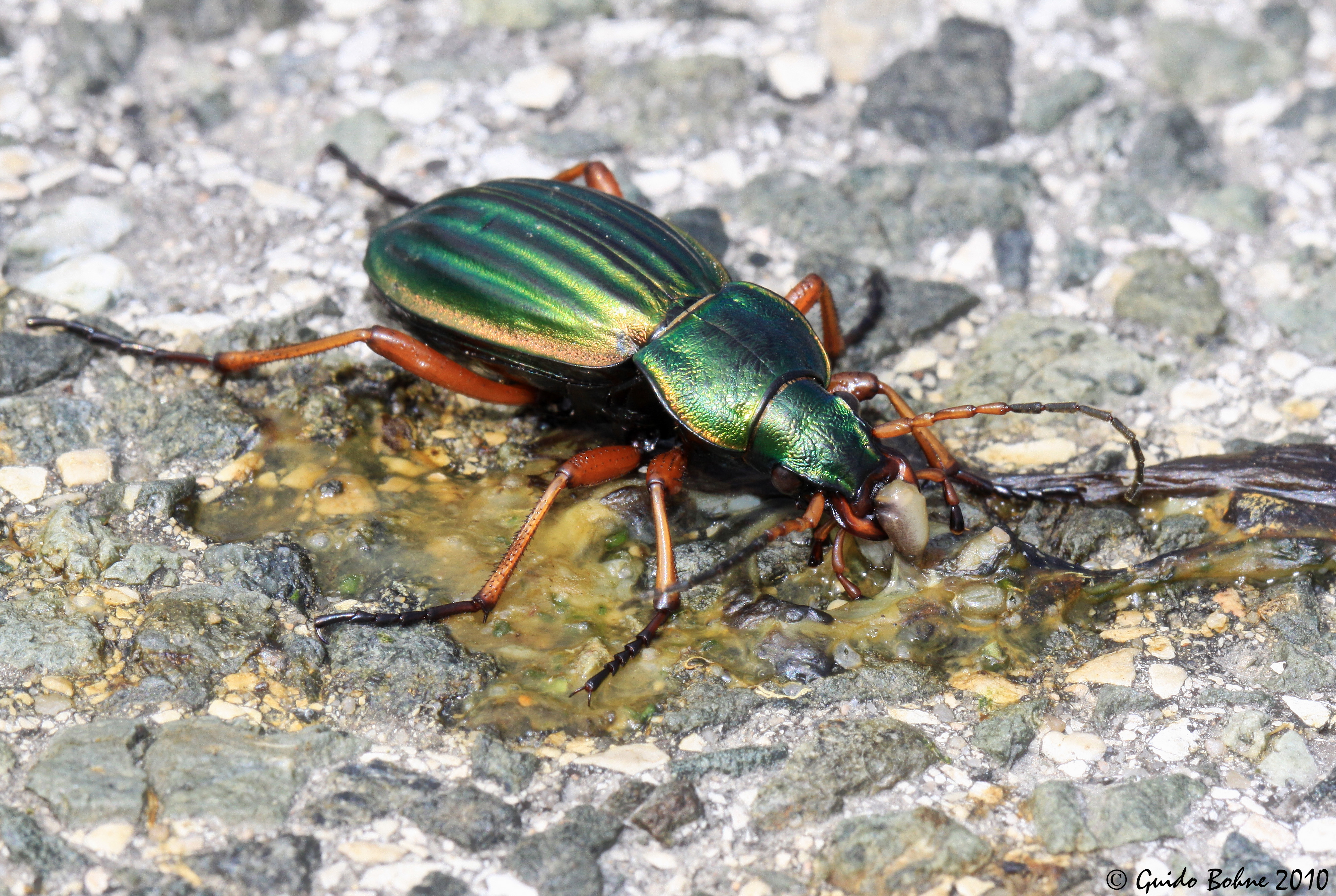
Прудкому хижаку — туруну Carabus auratus неважко було наздогнати здобич — слимака

На схемі показана будова так званої ходильної ноги. Такі кінцівки має переважна більшість комах. Дуже схожа на неї бігальна нога, вона лише довша і стрункіша за ходильну. Бігальні ноги мають комахи, що звичайно швидко пересуваються. В основному це хижаки, наприклад, жуки-туруни.
Як правило, передні ноги коротші за середні й задні. Комахи, що пересуваються, в основному, завдяки крилам, ноги використовують, головним чином, для прикріплення (чіпляння). З цієї причини передні ноги денних метеликів німфалід помітно менші, ніж середні та задні. У метеликів сатирид передні ноги майже непомітні і сховані серед волосків на грудях. Найдовші ноги мають, ймовірно, жуки-арлекіни: у самців передні ноги сягають 14 см - вони вдвічі довші, ніж їх тулуб.
Інколи складається враження, що личинки метеликів (гусениці) та пильщиків мають ніг більше, ніж решта комах. Насправді ж, в них теж шість ніг, але позаду них розташовані декілька пар присосок.

## Переміщення за допомогою ніг
Початкове й основне призначення ніг — забезпечувати переміщення тіла по твердих площинах суходолу.
Завдяки почленованісті і складній системі м'язів, нога комах має багато ступенів свободи, тобто може рухатися у найрізноманітніших площинах. У кожен момент пересування тіло спирається на три ноги — мінімальну кількість опор, які забезпечують йому стабільність у просторі. При цьому передня нога, чіпляючись кігтиками, тягне тіло уперед, а середньою та задньою комаха відштовхується від субстрату.

## Типи ніг
Комахи опанували різні життєві середовища і способи пересування у них. Крім того, ноги часто-густо беруть на себе додаткові функції, не пов'язані з переміщенням тіла. В результаті вихідна схема будови ноги зазнала істотних змін. Розрізняють щонайменше шість типів ніг:

## Цікаві факти[3]
- Постільний клоп рухається зі швидкістю 125 см, а людська воша — 33 см на хвилину.
- Блоха стрибає на 32 см у довжину і на 19 см у вишину.
- Жуки-гнойовики надають грудці гною форму кулі за допомогою вигнутих передніх гомілок. Жук плескає ними гній доти, доки його поверхня на набирає такої самої кривини, як гомілка.

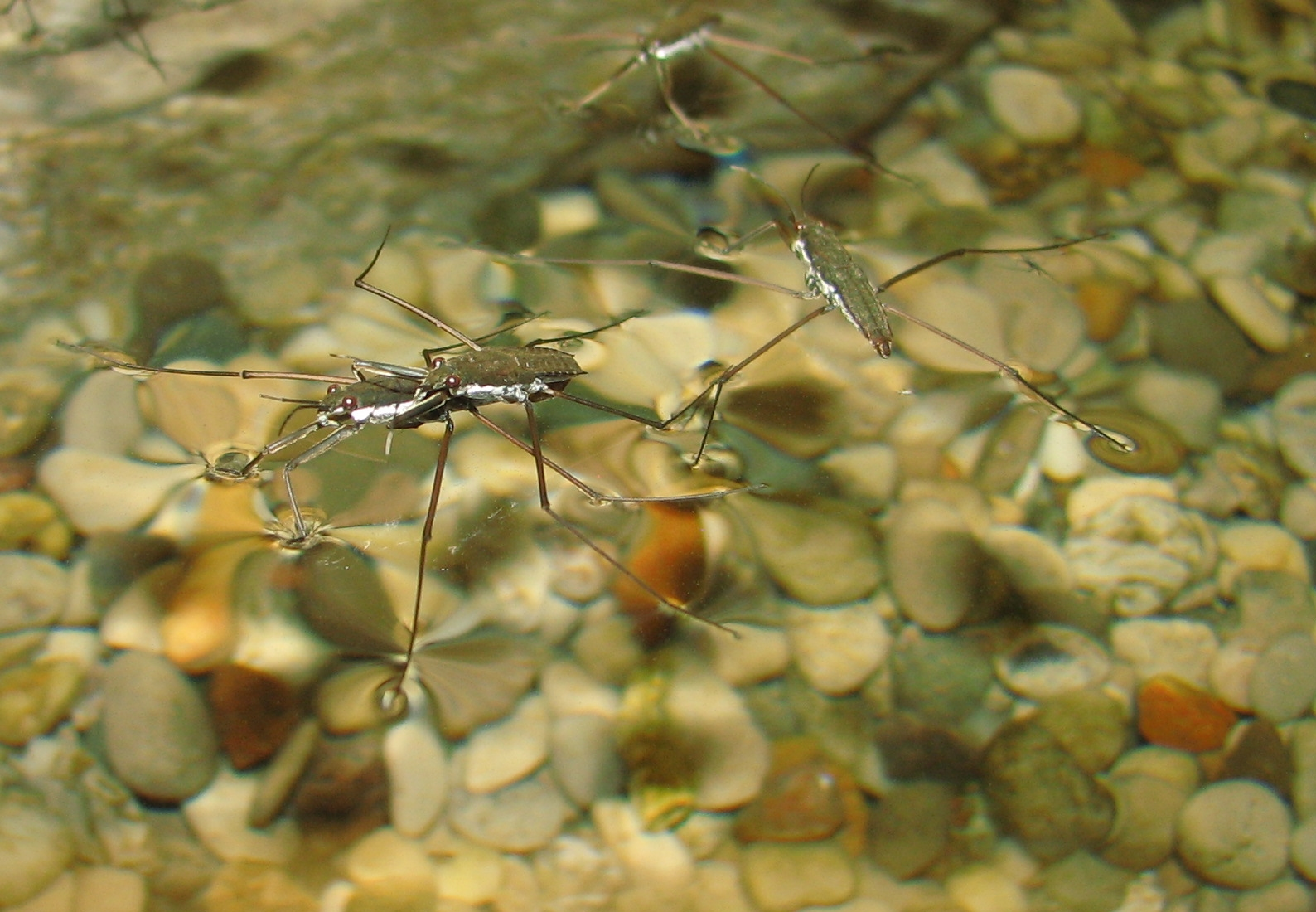
Довгі, широко розставлені середні та задні ноги клопів-водомірок дозволяють їм триматися на поверхневій плівці води і впевнено бігати по ній. Схожі ноги мають комарі, які, сидячі на воді, відкладають яйця

- Поверхня тіла плавунців дуже гладенька аби жодна шерехатість не знижувала швидкість при русі у воді. Для того, щоб утримати самицю під час парування, передні ноги самця споряджені диском із численними присосками. Вони нерухомо фіксуються на гладенькій і мокрій поверхні тулуба самиці.
- Плавальні середні ноги має лялечка волохокрильців. Завершуючи на дні водойми перетворення на імаго, лялечка виходить з кокона і пливе до берега — адже доросла комаха мешкає на суходолі.
- Комахи за допомогою ніг чистять своє тіло і для цього на ногах можуть мати спеціальні пристосування. Наприклад, бджоли, очищаючи вусики, протягають їх крізь глибоку вирізку із гребінцем на передніх лапках.